# Раля
Раля (Ралья; серб. Раља) — река в Сербии, левый приток Йезавы, протекает по территории общин Сопот, Гроцка , Младеновац и Крушевац в Белграде и Подунайском округе в центральной части страны.
Длина реки составляет 42,41 км, площадь водосборного бассейна — 310 км².
Раля начинается около западной окраины населённого пункта Парцани. Течёт по Шумадии в восточном направлении. Впадает в Йезаву вблизи населённого пункта Радинац.